# Кампен (Зильт)
Кампен (нем. Kampen) — община в Германии, в земле Шлезвиг-Гольштейн.
Входит в состав района Северная Фризия. Подчиняется управлению Ландшафт-Зильт. Население составляет 602 человека (на 31 декабря 2010 года). Занимает площадь 8,47 км².
Официальным языком в населённом пункте, помимо немецкого, является севернофризский.
В Кампене скончался немецкий художник, писатель и философ Зигвард Шпротте.

## Фотографии

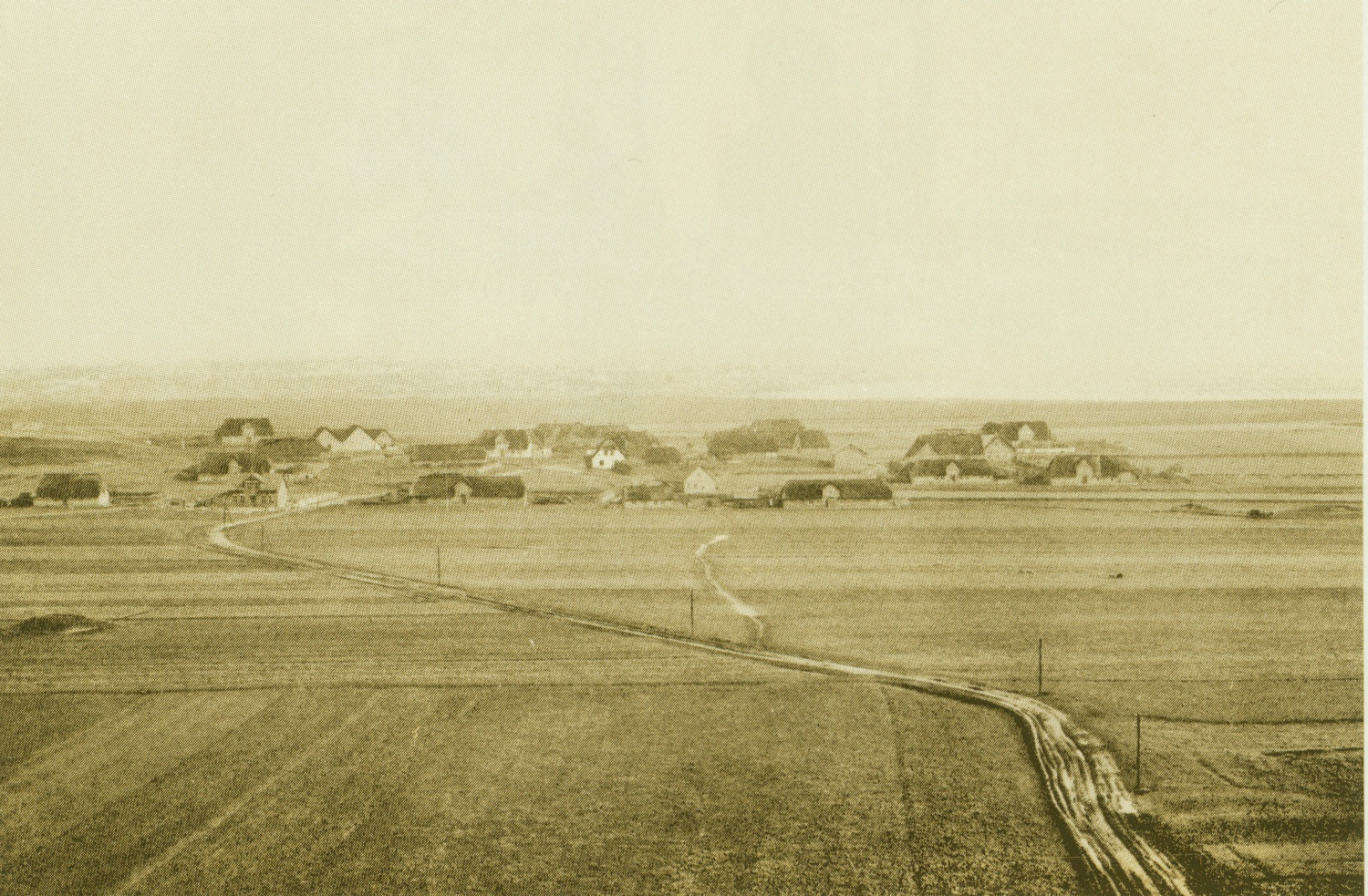
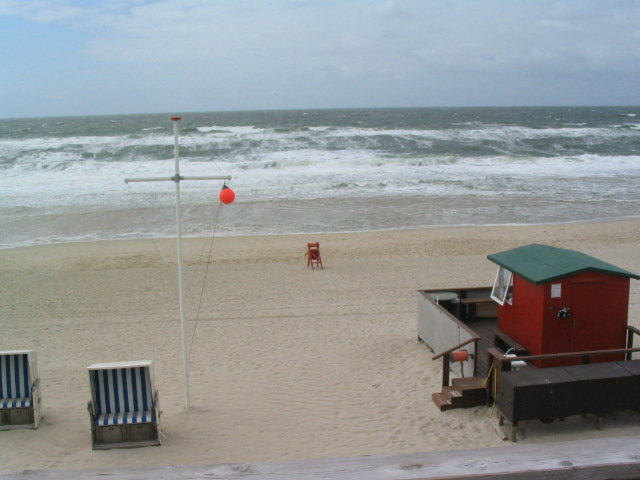
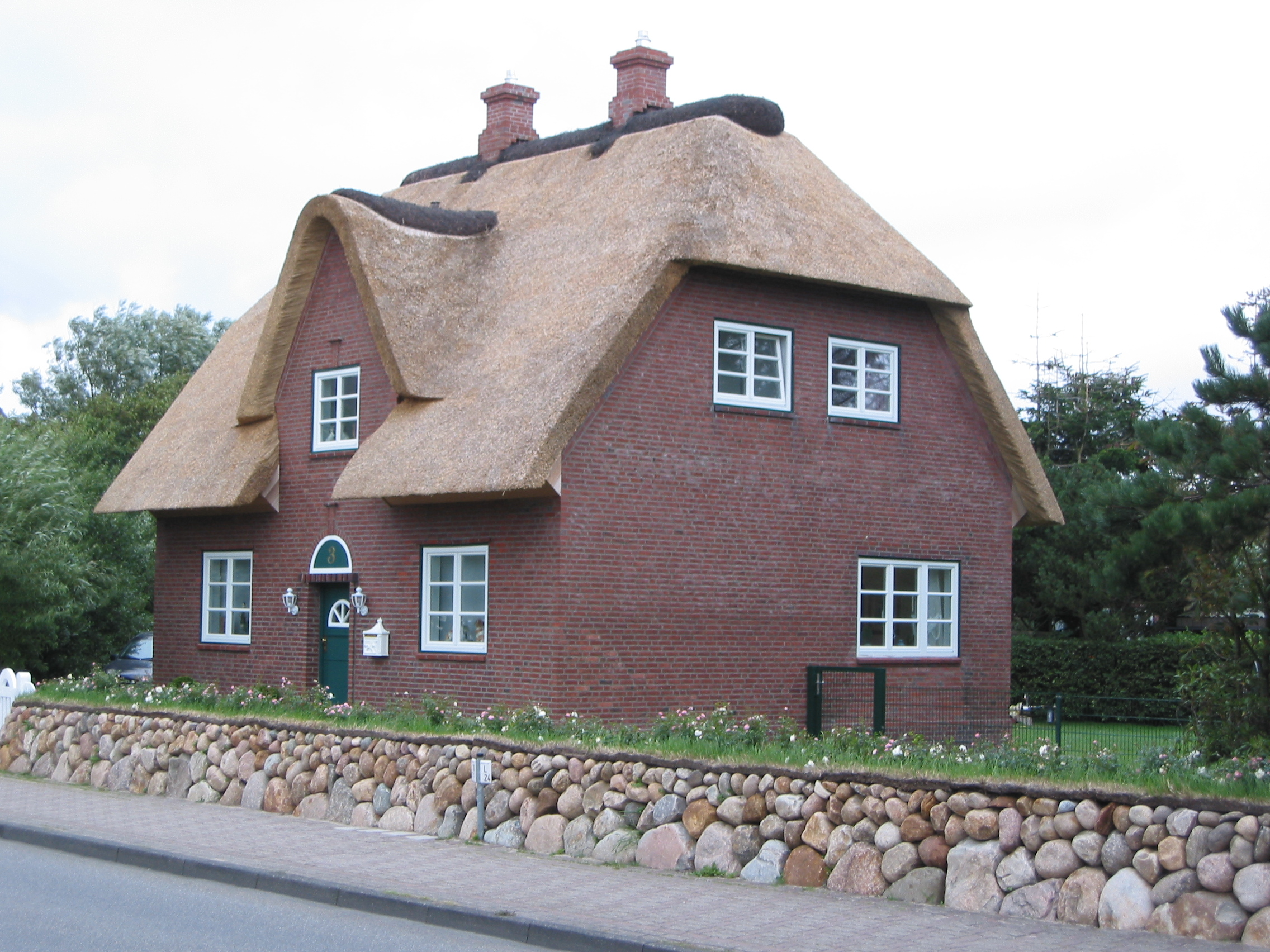
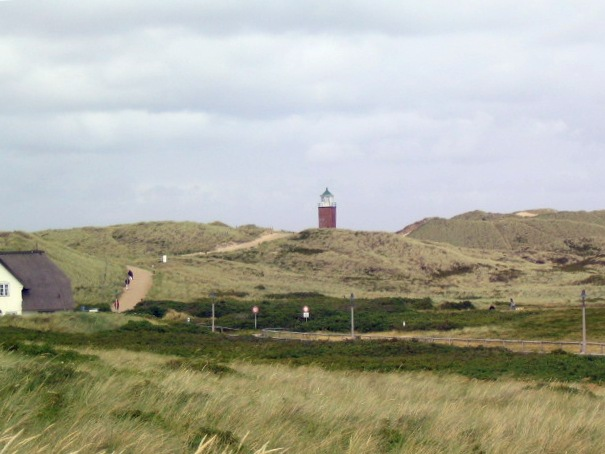